# Лисий Ігор
Лисий Ігор (нар. 1929, с. Підлипне, Сумська область) — американський хімік українського походження.

## Життєпис
Середню освіту завершив на еміграції в Німеччині, в українських таборових гімназіях, в Берхтесгадені та Мюнхені (1946-47 рр.). В УТГІ (Український технічно-господарський інститут) в Мюнхені здобув ступінь магістра фармацевтичних наук (1951). Переїхав до США, де мешкав у Міннеаполісі.
Довгий час працював керівником наукової групи в ракетобудуванні, учасник проекту «Аполлон». Інша дослідницька робота — вивчення довкілля від Північно-Льодовитого океану до екватора.

## Творчий доробок
Надрукував близько 100 наукових статей і патентів у ділянках мікрохімії та ракетних технологій.
Громадський діяч. Співзасновник і голова ОДУМ у США (1953-54 рр.).